# Onda de calor na Índia em 2019
A onda de calor na Índia em 2019 foi uma grave onda de calor que a Índia enfrentou durante maio a junho de 2019, com temperaturas a atingir 50,8°C (apenas 0,2°C a menos do recorde de temperatura do país, 51°C, de 2016) em Churu, uma cidade localizada no Rajastão.
Como resultado do clima quente, 184 pessoas morreram somente no estado de Bihar, com dezenas de outras mortes registradas em outras partes do país. Além disso, brigas e discussões surgiram devido à escassez de água, levando pessoas a serem mortas, esfaqueadas e espancadas.
Em 12 de junho de 2019, a onda de calor atingiu a marca de 32 dias seguidos, tornando-se a segunda mais longa já registrada na história. Além disso, o pico de uso de energia em Deli atingiu 6686 MW, quebrando todos os recordes anteriores.

## Recordes de temperatura
| Data        | Local     | Temperatura | Notas                                                                 | Ref.                 |
| ----------- | --------- | ----------- | --------------------------------------------------------------------- | -------------------- |
| 2 de junho  | Churu     | 50,8°C      | Apenas 0,2°C a menos do recorde de temperatura do país (51°C) de 2016 | [ 6 ]                |
| 9 de junho  | Allahabad | 48.9°C      | Temperatura recorde nessa cidade                                      | [ 10 ]               |
| 10 de junho | Deli      | 48°C        | Temperatura recorde nessa cidade no mês de junho                      | [ 11 ] [ 12 ] [ 13 ] |